# Paweł Handschuh
Paweł Handschuh (ur. 2 lipca 1956 roku w Poznaniu, zm. 19 września 2011 roku tamże) – polski architekt, członek Stowarzyszenia Architektów Polskich Oddział Poznań i Wielkopolskiej Okręgowej Izby Architektów RP. Laureat wielu nagród i konkursów.

## Życiorys
Ukończył I Liceum Ogólnokształcące im. Karola Marcinkowskiego, a następnie studia architektury i urbanistyki na Politechnice Poznańskiej w 1982 roku. Pracę dyplomową wykonał pod kierunkiem prof. Jerzego Buszkiewicza. Zastępca Rzecznika Odpowiedzialności Zawodowej Wielkopolskiej Okręgowej Izby Architektów RP. Członek Zarządu Stowarzyszenia Architektów Polskich Oddziału w Poznaniu.
Pochowany został 26 września 2011 roku na Cmentarzu Junikowskim w Poznaniu.
Do jego ważniejszych realizacji należą:
- Bank PBK w Poznaniu, adaptacja kwartału staromiejskiego, wyróżnienie "Złoty Ołówek 1995" (1994),
- biurowiec GlaxoSmithKline w Poznaniu, wyróżnienie "Złoty Ołówek 1997",
- budynek zarządu ENEA SA w Poznaniu, wyróżnienie "Złoty Ołówek 1998" (1997),
- budynek biurowy ENEA SA w Poznaniu (2001),
- Centrum Wycieczkowe "Świat Lecha" (2003), II nagroda w Konkursie SARP "Polski Cement-2003",
- rozbudowa siedziby Kompanii Piwowarskiej SA w Poznaniu,
- budynek biurowy Display System w Lesznie (2006),
- salony samochodowe BemoMotors,